# Dunes du littoral girondin de la Pointe de Grave au Cap Ferret
Dunes du littoral girondin de la Pointe de Grave au Cap Ferret este o arie protejată (sit de importanță comunitară — SCI) din Franța întinsă pe o suprafață de 5.995 ha, din care 32 % marine.

## Localizare
Centrul sitului Dunes du littoral girondin de la Pointe de Grave au Cap Ferret este situat la coordonatele 44°42′24″N 1°14′29″W / 44.70679°N 1.24129°V.

## Înființare
Situl Dunes du littoral girondin de la Pointe de Grave au Cap Ferret a fost declarat arie specială de conservare în baza directivei 92/43 din 1992 referitoare la conservarea habitatelor naturale și a faunei și florei sălbatice pentru a proteja 1 specie de plante și 2 specii de animale.

## Biodiversitate
Situată în ecoregiunea atlantică, aria protejată conține 9 habitate naturale: Pajiști uscate europene, Dune mobile de-a lungul țărmului cu Ammophila arenaria („dune albe”), Vegetație anuală la limita mareei, Dune mobile cu vegetație embrionară, Dune de coastă fixe cu vegetație erbacee („dune gri”), Dune împădurite din regiunile atlantică, continentală și boreală, Ape oligotrofe din câmpii nisipoase, cu un conținut foarte redus de minerale (Littorelletalia uniflorae), Depresiuni intradunale umede, Dune cu Salix repens ssp. argentea (Salicion arenariae).
La baza desemnării sitului se află mai multe specii protejate:
- plante (1): Rumex rupestris
- nevertebrate (2): croitorul mare al stejarului (Cerambyx cerdo), rădașcă (Lucanus cervus)

Pe lângă speciile protejate, pe teritoriul sitului au mai fost identificate 1 specie de păsări, 4 specii de amfibieni, 1 specie de reptile.